# Lausbubengeschichten
Lausbubengeschichten ist eine humoristische Geschichtensammlung des deutschen Schriftstellers Ludwig Thoma, die 1905 veröffentlicht wurde. Der Untertitel Aus meiner Jugendzeit deutet die autobiografische Komponente der Bubenstreiche an. Olaf Gulbransson schuf die Illustrationen einer späteren Ausgabe. Neben dem Münchner im Himmel sind die Lausbubengeschichten bis heute Thomas erfolgreichstes Werk.

## Inhalt

### Der vornehme Knabe
Eine Familie aus dem Rheinland macht Sommerfrische im Dorf, in dem auch Ludwigs Mutter lebt und in dem er seine Ferien verbringt. Ludwig überzeugt den behüteten Knaben, mit dessen Spielzeug-Dampfschiff eine „richtige Seeschlacht“ zu veranstalten, indem er das Boot auf einem Bauernweiher mit Knallfröschen und Schießpulver füllt. Das Schiff sinkt, der Bauer, der vom Lärm angelockt wurde, verprügelt den preußischen Knaben, während Ludwig flieht. Ludwigs Mutter, die als Beamtenwitwe wenig Geld hat, muss den Schaden begleichen.

### In den Ferien
Ludwigs Streiche während der Sommerferien bereiten der Mutter Kopfzerbrechen. Nachdem er eine Forelle gestohlen hat, schlägt der Dorflehrer vor, ihn in der Volksschule (deren Unterricht schon wieder begonnen hat) zu beaufsichtigen. Ludwig lehnt dies als unvereinbar mit seiner Ehre als Lateinschüler ab. Als er aber einem weiteren Sommerfrischler einen üblen Streich spielt (er zündet einen Pulverfrosch am Schwanz von dessen Angorakatze – und wieder hat die Mutter teure Entschädigung zu zahlen), muss er tatsächlich zur Volksschule. Der Lehrer überlässt dort die Klasse der Aufsicht einer älteren Schülerin. Ludwig macht allerhand Unsinn und verspottet dann die aufsehende Schülerin mit einem Aufsatz, in dem er ihren Vater als Trunkenbold schildert. Als sie ihn zur Raison bringen will, prügelt er sich mit ihr, während der Lehrer zurückkehrt. Ludwig flieht über das Spalier vor dem Fenster und stiehlt von dort auch noch die Pfirsiche. In die Schule muss er nicht mehr.

### Der Kindlein
Der scheinbar freundliche Religionslehrer Falkenberg, genannt „Kindlein“, weil er die Schüler immer so anspricht, entkommt durch Zufall immer wieder den Attacken der Buben Ludwig und Fritz. Als er der Schule die Gipsstatue des heiligen Aloysius stiftet, werfen Ludwig und Fritz in einer aufregenden nächtlichen Aktion zwei Steine durch das Fenster der Kirche und zerstören die Nase der Gipsfigur.

### Gute Vorsätze
Vor der Erstkommunion beschließt Ludwig, sich zu bessern. Gemeinsam mit Fritz werden alle bösen Absichten auf die Zeit nach der Kommunion verschoben. Als er sein Gewissen erforscht und seine Sünden niederschreibt, liest dies sein Onkel, bei dem er während der Schulzeit lebt, und erfährt so, dass ihm Ludwig Geld gestohlen hatte. Es kommt zu einem Streitgespräch zwischen Onkel und Tante, in dem die Tante am Ende dem Onkel für seinen Leichtsinn strengere Vorhaltungen macht als Ludwig für den Diebstahl. Ludwigs Tante Frieda und deren Tochter Anna tun sich frömmlerisch hervor mit Bußübungen, was Ludwig erzürnt. Als sie sich bei der Feier über Ludwigs Kerze mokieren, rächt dieser sich, indem er mit einer Luftpistole den Spiegelschrank der Tante kaputtschießt.

### Besserung
Fritz und Ludwig fahren in die Osterferien nach Hause. Sie trinken Bier und rauchen Zigarren in der Eisenbahn und reizen die anderen Fahrgäste, bis Ludwig schlecht wird und er sich in seinen Hut übergeben muss. Elend und reuevoll kehrt er zu seiner Mutter und Schwester heim, legt sich ins Bett und gelobt sich selbst Besserung.

### Onkel Franz
Ludwig kommt zu seinem Onkel Franz in Pension in die große Stadt. Dort gefällt es ihm gar nicht. Als Ludwig an einer Mathematikhausaufgabe verzweifelt, löst sie ihm der Onkel großspurig; der Lehrer bemängelt am nächsten Tage die Lösung aber als falsch. Ludwig gibt daraufhin an, der Onkel habe die falsche Lösung, die (so der Lehrer) „bloß ein Esel machen“ kann, gefertigt. Daraufhin wird Ludwig sowohl vom Lehrer bestraft als auch vom Onkel verprügelt. Nachdem Onkel und Lehrer sich abgestimmt haben, erklären die beiden, die Lösung sei richtig, aber nach einer alten Methode, und Ludwig habe nur beim Abschreiben Fehler gemacht.

### Der Meineid
Nachdem Ludwig einen Mitschüler geschlagen hat, so dass dieser einen Zahn verloren hat und seine Hose zerrissen ist, muss er am Sonntag zur Strafe sechs Stunden Karzer in der Wohnung des Rektors absitzen. Am Montag liegt ein Stein in der Wohnung, von außen durchs Fenster geworfen, der auch die Leinwand mit dem fast fertigen Gemälde eines der Rektorssöhne durchschlagen hat. Ludwig wird der Tat beschuldigt und schwört falsch, dass er die Tat nicht begangen hat. Er entgeht so weiterer Bestrafung.

### Die Verlobung
Ludwigs Klassenlehrer Bindinger hat ein Auge auf seine Schwester Marie geworfen. Marie und die Mutter stehen der möglichen Verbindung sehr positiv gegenüber und bemühen sich um einen guten Eindruck. Ludwig sieht es hingegen mit Skepsis, zumal er Bindinger – wie all seine Lehrer – nicht ausstehen kann. Er nutzt aber die neue Chance, um Marie als Ausrede für schlechte Lernleistungen zu nutzen.

### Gretchen Vollbeck
Die sechzehnjährige Gretchen ist ein Blaustrumpf; ihre Bildungsbeflissenheit und ihr Fleiß werden Ludwig als beispielhaft vorgehalten. Ein Kaffeebesuch Ludwigs mit seiner Mutter bei Familie Vollbeck gestaltet sich sehr peinlich.

### Die Vermählung
Die Hochzeitsfeier von Ludwigs Schwester Marie und Ludwigs Lehrer Bindinger wird zum großen Fest, das Ludwig aus dem Blickwinkel des Knaben schildert. Er verleitet im Wirtshaus seinen Cousin Max (den Sohn der wenig geliebten Tante Gusti und des Onkels Franz) zum Trinken von Wein und Champagner, so dass dieser nicht mehr in der Lage ist, das vorbereitete Gedicht auf das Brautpaar aufzusagen.

### Meine erste Liebe
Der vierzehnjährige Ludwig verliebt sich in die Tochter des Hausmeisters, die ihm jeden Morgen auf dem Schulweg begegnet. Er ist zu schüchtern, sie anzusprechen. Deshalb schreibt er einen Brief, den er ihr zustecken will. Als er es nicht schafft, den Brief zu übergeben, bewahrt er ihn in seinem Lateinbuch auf. Der Brief fällt heraus, die Lehrer erfahren davon und denken irrtümlich, der Adressat sei die Tochter von Thomas väterlichem Freund von Rupp. So wird Ludwig in der Schule bestraft und muss den geschätzten Kontakt zu Rupp abbrechen.

### Das Baby
Marie und ihr Mann kommen mit ihrem Baby zu Besuch. Alle sind entzückt von dem Kind, während Ludwig von seinem Schwager wegen seines mäßigen Zeugnisses examiniert wird. Alle sind entsetzt, dass Ludwig sich weigert, in die ersten Töne des Babys („gugudada“) mehr hineinzuinterpretieren.

## Hintergrund
Die Geschichten spielen zur Zeit von Thomas Kindheit in Oberbayern. Einige der Kapitel beruhen auf wahren Erlebnissen. Martin A. Klaus zitiert die tadelnden Zeugnisbemerkungen aus Thomas Zeit im pfälzischen Landstuhl:

„„In seinem Charakter liegt etwas Durchtriebenes. Bei Tadel und Strafe zeigt er eine für seine Jahre ungewöhnliche Kälte und hartnäckige, trotzige Unempfindlichkeit.““

In den Geschichten wird Ludwig zwar oft bestraft, die negativen Folgen für die Familie sind aber bagatellisiert dargestellt. Mutter und Schwester fürchten in den Geschichten um die Reputation der Familie, aber Marie heiratet am Ende doch den Klasslehrer Bindinger. In Wirklichkeit blieb Maria Thoma bis zu ihrem Tod ledig – und es gibt Hinweise darauf, dass das Verhalten Thomas 1883 in Prien dazu führte, dass eine Verlobung platzte und die Mutter von Prien nach Traunstein ziehen musste.
Soweit die Handlungsorte der Geschichten namentlich erwähnt werden, entsprechen sie Städten, in denen Thoma seine Schulzeit verbrachte (etwa Burghausen auf dem Kurfürst-Maximilian-Gymnasium, und München). Die Schüchternheit Frauen gegenüber, die Thoma im Kapitel der Ersten Liebe schildert, hat der Autor im realen Leben ebenfalls gezeigt.
In der Mutterfigur ist nicht nur Thomas eigene Mutter, sondern auch sein Kindermädchen Viktoria Pröbstl wiedergegeben. „Die klagende, vorwurfsvolle Hälfte [der Mutterfigur] ist Katharina Thoma, die verzeihende, tröstende Hälfte ist Viktoria Pröbstl.“  Dem Onkel Franz der Geschichte entspricht Ludwig Thomas Pensionswirt Wilhelm Ruppert in München. Auch der „Kindlein“ hat reale Vorbilder.

## Sprache und Stil
Das Buch ist in Schriftdeutsch verfasst, auch die Dialoge enthalten weniger Dialektanteil als etwa Thomas Bauernromane. Die Geschichten sind in der Ich-Form erzählt. Die Sprache trägt wesentlich zum Humor bei, weil Thoma sich zu Beginn auch stilistisch in seinen jugendlichen Helden versetzt und mit leicht unbeholfenem, aufsatzähnlichem Deutsch von seinen Untaten berichtet:

„Den Fritz hat er auch nicht leiden können, weil er mein bester Freund ist und immer lacht, wenn er „Kindlein“ sagt. Er hat ihn schon zweimal deswegen eingesperrt, und da haben wir gesagt, wir müssen dem Kindlein etwas antun.“

In den späteren Kapiteln wandelt sich der Stil und das erzählende Ich nimmt mehr die ironische Position des schreibenden erwachsenen Thoma ein, der von seinen Jugendtaten berichtet:

„[Ich] brachte an Ostern ein Zeugnis heim, welches selbst den nächsten Verwandten nicht gezeigt werden konnte. Man drohte mir, daß ich nächster Tage zu einem Schuster in die Lehre gegeben würde, und als ich gegen dieses ehrbare Handwerk keine Abneigung zeigte, erwuchsen mir sogar daraus heftige Vorwürfe.“

Ein weiteres Stilmittel ist die Auslassung. Thoma beschreibt scheinheilig die Ergebnisse seiner Missetaten, ohne explizit einzugestehen, dass er sie begangen hat:

„Ich habe mit dem Fritz was ausgemacht. Er wohnt auch in der weiten Gasse und kann der Tante Frieda in die Wohnung sehen. Da steht ein Schrank mit einem Spiegel; und der Fritz hat eine Luft Pistole. Aber jetzt hat der Spiegel auf einmal ein Loch gehabt.“

## Entstehung und Rezeption
Die Lausbubengeschichten entstanden, als Thoma Chefredakteur des Simplicissimus war. Thoma schrieb 1903 und 1904 an den Geschichten, die 1905 veröffentlicht wurden. Das Werk wurde ein großer Verkaufserfolg für Thoma und seinen Verleger Albert Langen. Thoma ließ dem Werk daher 1907 eine weitere Streichesammlung unter dem Titel Tante Frieda folgen.
Im Kern sind die Streiche keine harmlosen Lausbubereien; Ludwig stiehlt, lügt, zerstört fremdes Eigentum und verletzt seine Mitmenschen. Klaus (2016) vergleicht die Lausbubengeschichten daher mit Wilhelm Buschs Max und Moritz.

## Werkausgaben
- Erstausgabe: Lausbubengeschichten. Aus meiner Jugendzeit., München, Albert Langen, 1905
- Lausbubengeschichten. Mit Illustrationen von Olaf Gulbransson und einem Nachwort von Birgit Dankert. Dressler-Klassiker. Dressler, Hamburg 1998, 139 S., ISBN 3-7915-3560-9.
- Volltext bei Projekt Gutenberg

Die Werke von Ludwig Thoma sind nach deutschem Urheberrecht nicht mehr geschützt. Daher gibt es einige preisgünstige Druck- und (freie) E-Book-Ausgaben der Lausbubengeschichten.

## Verfilmungen
1964 verfilmte Helmut Käutner den Stoff mit Hansi Kraus in der Rolle des Ludwig: Lausbubengeschichten. Der erfolgreiche Film mündete in einer ganzen Filmreihe.